# Konrad von Ammenhausen
Konrad von Ammenhausen war ein Benediktinermönch und später Leutpriester in Stein am Rhein, der in der ersten Hälfte des 14. Jahrhunderts lebte.

## Leben

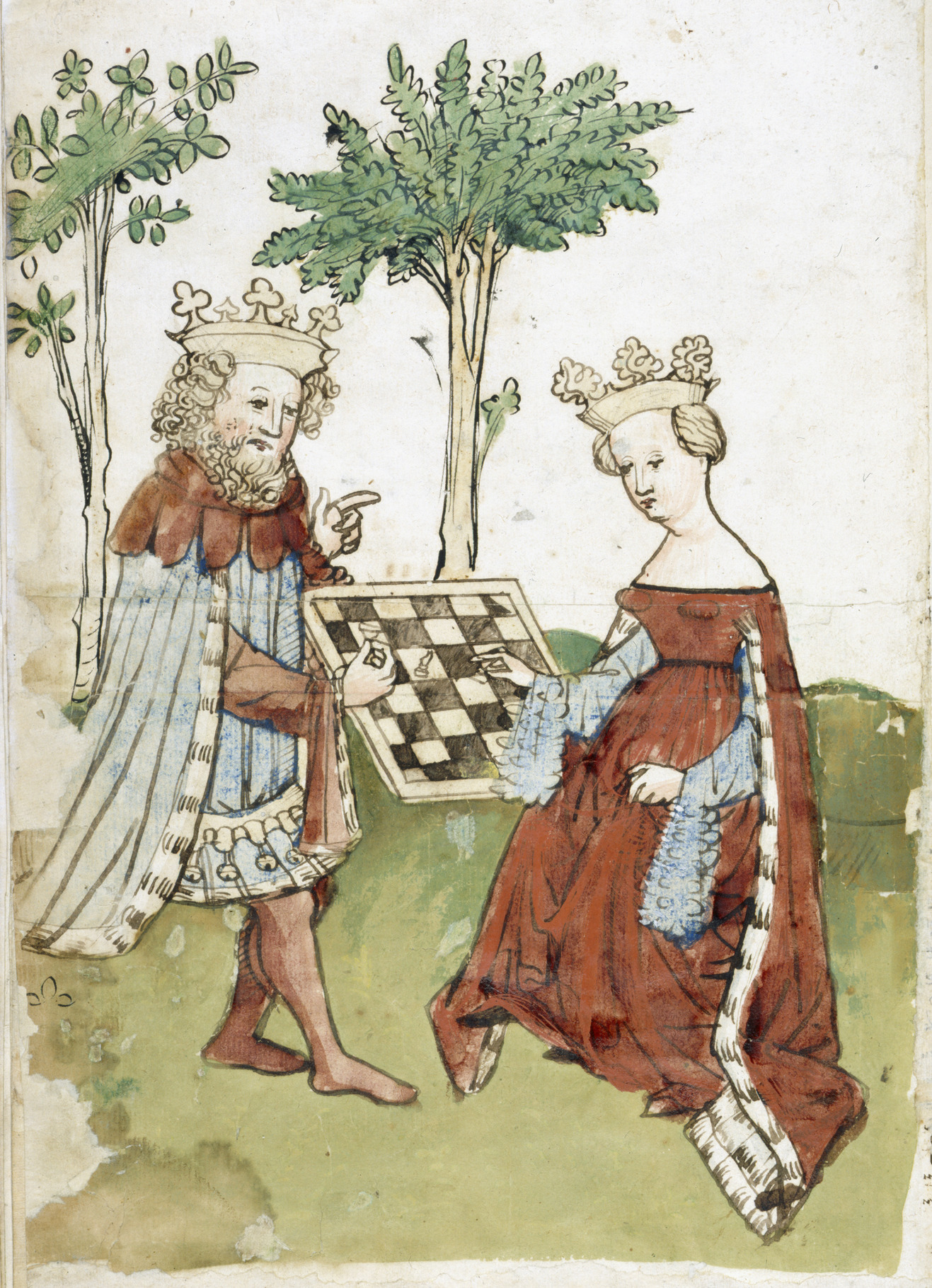
Illustration aus dem Schachzabelbuch

Konrad stammte aus der Gegend von Stein am Rhein; der Weiler Ammenhausen gehört heute zur thurgauischen Gemeinde Herdern. Seine genauen Lebensdaten sind unbekannt. 1328 ist er, zusammen mit anderen conventualibus in Stain, als fratre dicto de Amelhusen im Zusammenhang mit einem Zehntstreit erwähnt.
Bekannt wurde er durch sein 1337 vollendetes Schachzabelbuch, eine in alemannischem Mittelhochdeutsch verfasste Reimfassung des Werkes von Jacobus de Cessolis, Liber de moribus hominum et officiis nobilum ac popularium super ludo scacchorum. Konrad selbst schreibt, dass er zum Zeitpunkt der Abfassung seines Buches niht gar alt (noch jung) war, weshalb auf eine Geburt um 1280/90 geschlossen wird. Am Schluss des Werks gibt er sich in Form eines Akrostichons als dessen Autor bekannt.
Die schon der Vorlage innewohnende Kritik an den Ständen weitete Konrad auch auf den Klerus aus. Seine Bearbeitung erlangte eine große Popularität und ist in über 20 Handschriften und zahlreichen Inkunabeln erhalten. Rezipiert findet es sich bis in das 16. Jahrhundert.

## Werk
Handschriften:
- Schachzabelbuch – Cod.poet.et phil.fol.2 (Hagenau 1467, Handschrift der Württembergischen Landesbibliothek Stuttgart).

Ausgaben:
- Das Schachzabelbuch Kunrats von Ammenhausen. Nebst den Schachbüchern des Jakob von Cessole und des Jakob Mennel (= Bibliothek älterer Schriftwerke der deutschen Schweiz. Ergänzungsband). Hrsg. von Ferdinand Vetter. Huber, Frauenfeld 1887 und 1892 (archive.org).
- Das Schachzabelbuch des Jacobus de Cessolis, O. P. in mittelhochdeutscher Prosaübersetzung (= Texte des späten Mittelalters. Band 13). Hrsg. von Gerard F. Schmidt. Schmidt, Berlin 1961.
- Faksimile: Konrad von Ammenhausen: Das Schachzabelbuch. Die Illustrationen der Stuttgarter Handschrift. In Abbildungen herausgegeben und erläutert von Carmen Bosch-Schairer (= Litterae. Band 65). Kümmerle, Göppingen 1981, ISBN 3-87452-432-9.
- Konrad von Ammenhausen: Schachzabelbuch. Übersetzt und kommentiert von Renate Hausner. Unionsdruckerei, Schaffhausen 2010, ISBN 978-3-033-02662-9.